# Liste der Minister und Staatssekretäre für Europa (Österreich)

Österreich in der EU

Die folgende Liste gibt die Bundesminister und Staatssekretäre der Republik Österreich, die für Europafragen zuständig waren (Europaminister, Europastaatssekretär), sowie zusätzlich ihre Sektionschefs.

## Zum Portefeuille
Die Angelegenheiten des Kontakts mit den europäischen Staaten waren seit alters her Teil des Portefeuille des Außenministeriums. Bundeskanzler Franz Vranitzky (SPÖ), der in seinem Außenminister Alois Mock (ÖVP) einen Mitstreiter für den EU-Beitritt Österreichs fand, schuf 1990 das Amt des Sekretärs für Europafragen im Bundeskanzleramt, besetzt mit dem UN-Diplomaten Peter Jankowitsch. Am Außenministerium gab es eine Wirtschafts- und Integrationspolitische Sektion, die auch für Europafragen zuständig war (die Sektion gibt es bis heute).
Nach Volksabstimmung 1994 und Beitritt per 1. Jänner 1995 blieben die Europaangelegenheiten weiterhin „Chefsache“, und am Kanzleramt angesiedelt. Wolfgang Schüssel (ÖVP), Mocks Nachfolger als Außenminister und ebenfalls überzeugter Europapolitiker, holte sich Mai 1995 mit Benita Ferrero-Waldner eine erfahrene UN-Mitarbeiterin als Staatssekretärin mit Fokus auf außereuropäische Politik in sein Ministerium. Die 1. EU-Ratspräsidentschaft 2. Hälfte 1998 wurde unter Bundeskanzler Klima und Außenminister Schüssel absolviert.
Als Schüssel 2000 selbst Bundeskanzler wurde, folgte Ferrero-Waldner in das Amt der Außenministerin, und die Europaagenden wurden dem Außenministerium übertragen – auch, weil mit der anstehenden Euro-Einführung (2002) weit über Außenpolitik hinausgehende gesamteuropäische Maßnahmen anstanden. Mit der Diplomatin Eva Nowotny als Sektionschefin wurde ein spezieller Staatssekretär unnötig.
2005–2008, unter Alfred Gusenbauer, wurde aber für die 2. EU-Ratspräsidentschaft 1. Hälfte 2006 mit dem parteilosen Diplomat Hans Winkler, der unter anderem schon Ständiger Vertreter Österreichs beim Europarat gewesen war, wieder ein eigener Europastaatssekretär bestellt.
2007 wurde unter Bundeskanzler Gusenbauer und Ministerin Ursula Plassnik von SPÖ und ÖVP einvernehmlich beschlossen, das Europaressort auch im Ministertitel zu verankern, und das Ministerium vom veralteten „auswärtige Angelegenheiten“ im Sinne des besonderen Status der EU-Mitgliedschaft in „europäische und internationale Angelegenheiten“ umzubenennen. 2013 kehrte man nach Michael Spindelegger aber wieder zu „Europa“ und „Äußeres“ zurück, nun verbunden mit den Angelegenheiten der Integration von ausländischen Zuzüglern, ein Amt, mit dem Sebastian Kurz betraut wurde.
2017 wurde mit dem Antritt von Kurz als Regierungschef neben Europa- und Außenministerin Karin Kneissl ein zusätzlicher Ministerposten für EU-Agenden am Bundeskanzleramt geschaffen, den der Kurz-Vertaute Gernot Blümel übernahm. Er betreute auch die 3. EU-Ratspräsidentschaft Österreichs 2. Hälfte 2018. In der zweiten Amtsperiode von Kurz wurden 2020 Alexander Schallenberg aus der Europa-Sektion, der schon in der Interimsregierung Bierlein diesen Posten innehatte, und die Juristin und EU-Abgeordnete Karoline Edtstadler die zwei Europaminister.

## Minister und Staatssekretäre für Europa
- Funktion: Kleingesetzte Verwendung ist keine offizielle Bezeichnung
- Hintergrund:  … Portefeuille nicht ausdrücklich genannt,  … StSkr.

Stand der Liste 1/2020
| Min. / StSkr.          | Partei            | Amtszeit                      | Funktion | Behörde (kurz)      | Regierung                                     |
| ---------------------- | ----------------- | ----------------------------- | --- | ------------------- | --------------------------------------------- |
| Peter Jankowitsch      | SPÖ               | 17. Dez. 1990 – 03. Apr. 1992 | Staatssekretär (für Europafragen) | BKA                 | Vranitzky (III)                               |
| Brigitte Ederer        | SPÖ               | 3. Apr. 1992 – 27. Okt. 1995  | Staatssekretärin (für den EU-Beitritt) | BKA                 | Vranitzky (III, IV)                           |
| Karl Schlögl           | SPÖ               | 27. Okt. 1995 – 28. Jän. 1997 | Staatssekretär (für den öffentlichen Dienst und Europa, ab 12. Mrz. 1996 auch für Sport; StSkr. f.ö.D. seit 6. Apr. 1995) | BKA                 | Vranitzky (IV, V)                             |
| Peter Wittmann         | SPÖ               | 28. Jän. 1997 – 04. Feb. 2000 | Staatssekretär (für Europa, Kunst und Sport) | BKA                 | Klima                                         |
| Benita Ferrero-Waldner | ÖVP               | 4. Feb. 2000 – 20. Okt. 2004  | Bundesministerin für auswärtige Angelegenheiten | BMaA                | Schüssel (I, II)                              |
| Ursula Plassnik        | ÖVP               | 20. Okt. 2004 – 02. Dez. 2008 | Bundesministerin für auswärtige Angelegenheiten bis 28. Feb. 2007,seit 1. Mrz. 2007 für europäische und internationale Angelegenheiten | BMaA BMeiA          | Gusenbauer                                    |
| Hans Winkler           | parteilos         | 4. Juli 2005 – 02. Dez. 2008  | Staatssekretär im Bundesministerium für auswärtige Angelegenheiten,seit 1. Mrz. 2007 europäische und internationale Angelegenheiten (insb. für die Vorzubereitung und Durchführung des österreichischen Vorsitz im Rat der Europäischen Union)                                                                                            | BMaA BMeiA          | Gusenbauer                                    |
| Michael Spindelegger   | ÖVP               | 2. Dez. 2008 – 16. Dez. 2013  | Bundesminister für europäische und internationale Angelegenheiten seit 21. Apr. 2011 Vizekanzler und BM f. europ. u. internat. Ang. | BMeiA               | Faymann I                                     |
| Sebastian Kurz         | ÖVP               | 16. Dez. 2013 – 18. Dez. 2017 | Bundesminister für europäische und internationale Angelegenheiten seit 1. Mrz. 2014 Bundesminister für Europa, Integration und Äußeres | BMeiA BMEIA         | Faymann II, Kern                              |
| Karin Kneissl          | parteilos ( FPÖ ) | 18. Dez. 2017 – 03. Jun. 2019 | Bundesministerin für Europa, Integration und Äußeres | BMEIA               | Kurz I, einstw. BR Löger                      |
| Gernot Blümel          | ÖVP               | 8. Jän. 2018 – 03. Jun. 2019  | Kanzleramtsminister für EU, Kunst, Kultur und Medien; ab 28. Mai 2019 betraut mit der Fortführung der Verwaltung BM für EU, Kunst, Kultur und Medien | BKA                 | Kurz I, einstw. BR Löger                      |
| Alexander Schallenberg | ÖVP               | 3. Juni 2019 – 011. Okt. 2021 | bis 28. Januar 2020 Bundesminister für Europa, Europa, Integration und Äußeres 5. Jun. 2019 bis 7. Jän. 2020 auch betraut mit der Leitung der zum Wirkungsbereich des Bundeskanzleramtes gehörenden Angelegenheiten für EU, Kunst, Kultur und Medien ab 29. Januar 2020 Bundesminister für europäische und internationale Angelegenheiten | BMEIA und BKA BMeiA | Bierlein, Kurz II                             |
| Karoline Edtstadler    | ÖVP               | 9. Jän. 2020 – 03. Mrz. 2025  | bis 28. Januar 2020 Bundesministerin ohne Portefeuille (für Europapolitik) ab 29. Januar 2020 Bundesministerin für EU und Verfassung | BKA                 | Kurz II, Schallenberg, Nehammer, Schallenberg |
| Michael Linhart        | ÖVP               | 11. Okt. 2021 – 06. Dez. 2021 | Bundesminister für europäische und internationale Angelegenheiten | BMeiA               | Schallenberg                                  |
| Alexander Schallenberg | ÖVP               | 6. Dez. 2021 – 03. Mrz. 2025  | Bundesminister für europäische und internationale Angelegenheiten | BMeiA               | Nehammer Schallenberg                         |
| Beate Meinl-Reisinger  | NEOS              | 3. März 2025 – 0 aktuell      | Bundesministerin für europäische und internationale Angelegenheiten | BMeiA               | Stocker                                       |

## Leiter der Integrations-/EU-Koordinationspolitischen Sektion und Abteilung
Sektionschefs der Sektion für Wirtschaft und Integrationspolitik, seit jüngstem EU-Koordination und wirtschaftspolitische Angelegenheiten, die neben Außenhandelsbeziehungen und internationaler Wirtschaftspolitik seit den 1990er Jahren auch für einzelne Politikfelder der EU zuständig ist (europäische Integration und Kohäsion), und Abteilungsleiter für Integrations-/EU-Koordinationspolitik waren:
- Harald Dossi ab 1993 Abteilungsleiter IV/5 für integrationspolitische Koordination des Bundeskanzleramts, ab 1998 Leiter Gruppe V/A (davor ab 1988 im Verfassungsdienst des Bundeskanzleramts als stellvertretender Leiter der Abteilung V/8 insbesondere für internationales Wirtschaftsrecht sowie für rechtliche Angelegenheiten der europäischen Integration; blieb am BKA, dann Leiter Verfassungsdienst, 2007 Leiter Sektion IV Koordination)[5]
- Gregor Woschnagg 1997–1999 Sektionsleiter (1987–1996 Leiter der Abteilung für wirtschaftliche Integration, 1993–1996 Stv. Leiter)
- Eva Nowotny 2000–2003 Leiterin der wirtschafts- und integrationspolitischen Sektion im Bundesministerium für auswärtige Angelegenheiten
- Martin Sajdik 2003–2007 Sektionsleiter am Außenministerium (davor seit 1999 Leiter der Abteilung EU-Erweiterung, Außenwirtschaftsbeziehungen sowie Zentral-, Ost- und Südosteuropa)
- Johannes Eigner 2008–2012 stv. Sektionsleiter III (davor Leiter der Abteilung für EU-Erweiterung; ENP, EU- und Wirtschaftsbeziehungen zu den Ländern Ost- und Südosteuropas; danach Botschafter in Serbien)
- Hubert Heiss seit 2011 Sektionsleiter III EU-Koordination und wirtschaftspolitische Angelegenheiten